# بدون انگیزه مشخص
بدون انگیزه مشخص (فرانسوی: Sans mobile apparent‎) یک فیلم مهیج فرانسوی محصول ۱۹۷۱ به کارگردانی فیلیپ لابرو و اقتباس شده از رمان «ده بعلاوه یک» اثر اد مک‌بین محصول ۱۹۶۳ است.